# 野田研一
野田研一（のだ けんいち、1950年11月4日-　）は、日本のアメリカ文学者。立教大学教授。
福岡県生まれ。1974年中央大学文学部卒、1978年立教大学大学院文学研究科英米文学専攻修士課程修了。1981年札幌商科大学英文科助教授、1987年金沢大学教育学部助教授、1997年立教大学観光学部教授、同異文化コミュニケーション研究科教授。1993年文学環境学会を創設、代表、雑誌『文学と環境』を創刊。

## 著書
- 『交感と表象 ネイチャーライティングとは何か』松柏社 2003
- 『自然を感じるこころ ネイチャーライティング入門』ちくまプリマー新書 2007
- 『失われるのは、ぼくらのほうだ 自然・沈黙・他者 （エコクリティシズム・コレクション）』水声社 2016

### 共編著
- 『アメリカ文学の<自然>を読む ネイチャーライティングの世界へ』スコット・スロヴィック共編著 ミネルヴァ書房 Minerva英米文学ライブラリー 1996
- 『たのしく読めるアメリカ文学 作品ガイド150』高田賢一,笹田直人共編著 ミネルヴァ書房 シリーズ・文学ガイド 1994
- 『越境するトポス 環境文学論序説』結城正美共編 彩流社 2004
- 『英語文学事典』木下卓,窪田憲子,高田賢一,久守和子共編著 ミネルヴァ書房 2007
- 『異文化コミュニケーション学への招待』鳥飼玖美子,平賀正子,小山亘共編 みすず書房 2011
- 『〈風景〉のアメリカ文化学』編著 ミネルヴァ書房 2011 シリーズ・アメリカ文化を読む
- 『アメリカ文化55のキーワード』笹田直人,山里勝己共編著 ミネルヴァ書房 2013 世界文化シリーズ
- 〈日本幻想〉表象と反表象の比較文化論』編著 ミネルヴァ書房　2015
- 『鳥と人間をめぐる思考: 環境文学と人類学の対話』編著 勉誠出版 2016
- 『〈交感〉 自然・環境に呼応する心』編著 ミネルヴァ書房 2017
- 『環境人文学I 文化のなかの自然』山本洋平,森田系太郎共編 勉誠出版 2017
- 『環境人文学II 他者としての自然』山本洋平,森田系太郎共編 勉誠出版 2017

### 翻訳
- エドワード・アビー『荒野、わが故郷』宝島社 1995 American nature library
- W.T.ヘーガン『アメリカ・インディアン史』西村頼男,島川雅史共訳 北海道大学図書刊行会 1984
- 『持続可能な未来のための学習 ユネスコ』阿部治, 鳥飼玖美子共監訳 立教大学出版会 2005

### 英文編纂
- American nature writing, 1890-1930　本の友社、2003
- Ernest Thompson Seton:the major works アテナ・プレス 2007－2009

## 参考
- J-GLOBAL
- 『現代日本人名録』2002年